# یواس‌اس هاوک (ای‌ام‌اس-۱۷)
یواس‌اس هاوک (ای‌ام‌اس-۱۷) (به انگلیسی: USS Hawk (AMS-17)) یک کشتی بود که طول آن ۱۳۶ فوت (۴۱ متر) بود. این کشتی در سال ۱۹۴۳ ساخته شد.